# Liste des stations du métro de Fukuoka
La liste des stations du métro de Fukuoka est une liste alphabétique des stations du métro de Fukuoka, au Japon. 

## Liste par ordre alphabétique
- Haut – A
- B
- C
- D
- E
- F
- G
- H
- I
- J
- K
- L
- M
- N
- O
- P
- Q
- R
- S
- T
- U
- V
- W
- X
- Y
- Z

### A
- Aéroport de Fukuoka
- Akasaka

### B
- Befu

### C
- Chayama
- Chiyo-Kenchoguchi

### F
- Fujisaki
- Fukudai-mae

### G
- Gion
- Gofukumachi

### H
- Hakata
- Hakozaki-Kyudaimae
- Hakozaki-Miyamae
- Hashimoto
- Higashi-Hie

### J
- Jiromaru

### K
- Kaizuka
- Kamo
- Kanayama
- Kushida-jinja-mae

### M
- Maidashi-Kyudaibyoinmae
- Meinohama
- Muromi

### N
- Nakasu-Kawabata
- Nanakuma
- Nishijin
- Noke

### O
- Ohorikoen

### R
- Ropponmatsu

### S
- Sakurazaka

### T
- Tenjin
- Tenjin-minami
- Tojinmachi

### U
- Umebayashi

### W
- Watanabe-dori

### Y
- Yakuin
- Yakuin-odori